# Christian Muthspiel

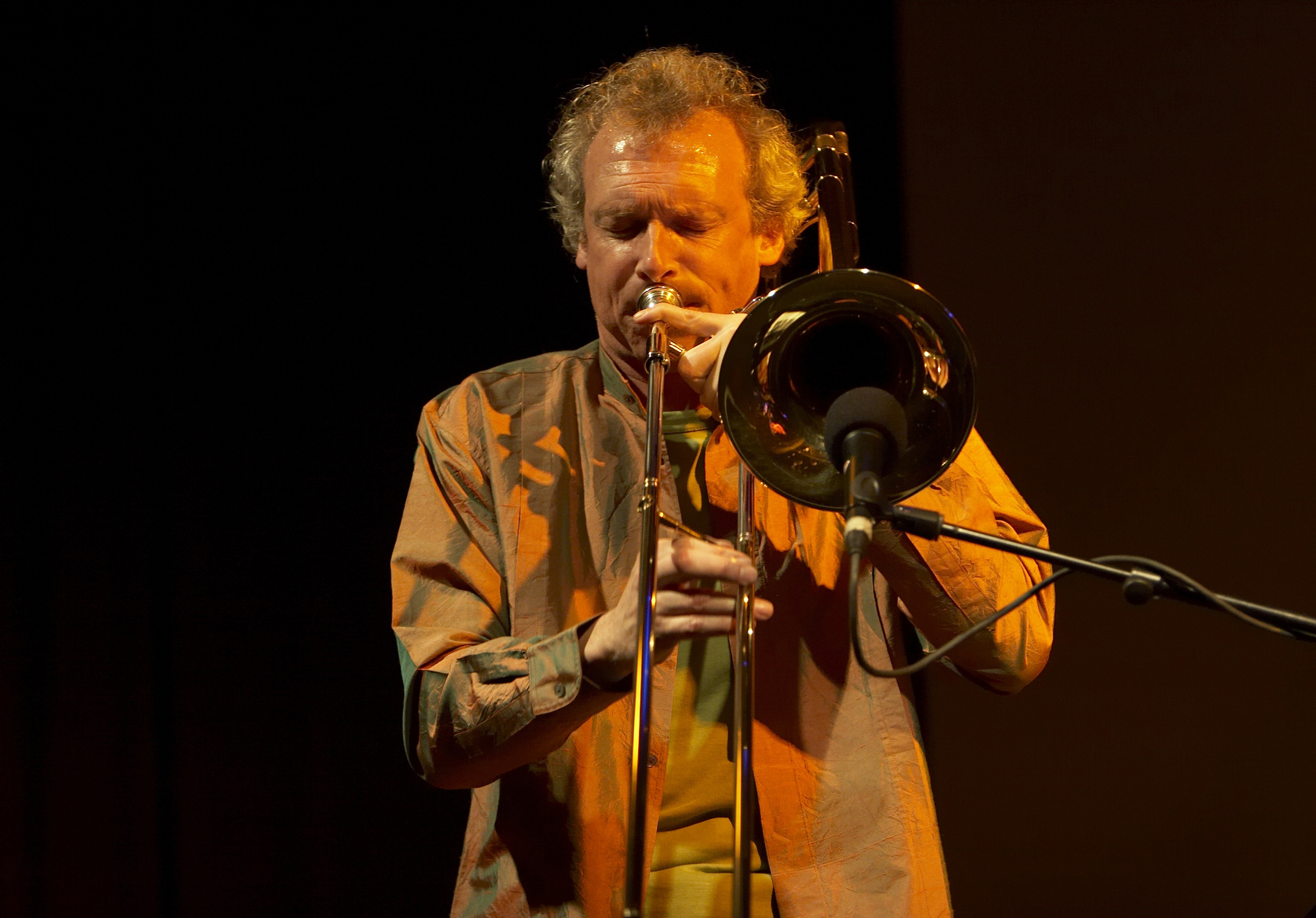
Christian Muthspiel, in 2006

Christian Muthspiel (Judenburg/Steiermark, 20 september 1962) is een Oostenrijkse trombonist, pianist, componist, dirigent en kunstschilder. Hij is actief in de jazz en geïmproviseerde muziek, maar ook in de hedendaagse (gecomponeerde) muziek.
Muthspiel studeerde enige tijd jazz en klassiek aan de Musikhochschule Graz, in de periode 1987-1988 studeerde hij piano, trombone en compositie aan Banff Centre in Banff, Canada.
Met Tscho Theissing en Heinrich von Kalnein was hij oprichter van Orchesterforum Graz, dat in 1985 met een album kwam. Met Theissing, Alex Deutsch en Ewald Oberleitner speelde hij in de groep Fidelio & Blasius. Hij leidde verschillende jazzgroepen, waaronder Christian Muthspiel's Yodel Group en Octet Ost. Ook werkte hij samen met zijn broer, de gitarist Wolfgang Muthspiel, waarmee hij een duo vormde. Met Wolfgang, Gary Peacock en Paul Motian bracht hij in 1994 een album uit.
Sinds 2005 heeft hij een trio met de vibrafonist Franck Tortiller en de bassist Georg Breinschmid. In 2006 kwam dit trio met een cd, waarin de muziek van de Oostenrijkers Werner Pirchner en Harry Pepl centraal staat.  
Muthspiel is zowel in de geïmproviseerde muziek als de gecomponeerde muziek actief en probeert deze te verbinden. Sinds 2003 is hij voornamelijk als componist en dirigent actief in genre-overschrijdende concertprogramma's en series, zoals de cyclus "New Series" (uitgevoerd door het kamerorkest Camerata Salzburg en het Münchener Kammerorchester. Ook dirigeerde hij onder meer Klangforum Wien, Bruckner Orchester Linz en Staatsorchester Hannover.
Muthspiel componeerde onder andere een piano-, een viool- en een tromboneconcert, een concert voor viool, cello en orkest, multimediale werken, kamermuziek, toneelmuziek en koorwerken.
Muthspiel is een zoon van de componist Kurt Muthspiel.

## Discografie (selectie)
- Muthspiel Peacock Muthspiel Motian, Amadeo/Polygram
- Octet Ost
- Octet Ost II
- Early Music (met Wolfgang Muthspiel)
- Against the Wind: The Music of Pirchner & Pepl
- Seaven Teares